# 明治国際医療大学附属東洋医学研究所
明治国際医療大学附属東洋医学研究所（めいじこくさいいりょうだいがくふぞくとうよういがくけんきゅうじょ）は、京都府南丹市日吉町にある東洋医学の研究を専門とした明治国際医療大学の研究所である。

## 概要
鍼灸や柔道整復術などの治療効果を科学的な面から臨床に応用することを目的とした日本における東洋医学研究においては国内最高レベルを有している「リーディング・ユニバーシティ」の研究所である。22の共同研究室と4つの実験動物飼養保管施設から構成された共同利用研究施設の研究所として学術研究のみならず、東洋医学研究者の育成も行っている。

## 沿革
- 1982年3月 - 明治鍼灸短期大学附属東洋医学研究所を設立。
- 1987年 - 明治鍼灸大学附属東洋医学研究所に改称。
- 2008年 - 現名称に改称。